# Backbone (Roam)
| Recensione        | Giudizio   |
| ----------------- | ---------- |
| Alternative Press | Favorevole |
| idobi Radio       | [ 6 ]      |
| Kerrang!          | 4/5        |
| Rock Sound        | 7/10       |
| Up Set Magazine   | [ 1 ]      |

Backbone è l'album di debutto del gruppo musicale pop punk inglese Roam. L'album è stato pubblicato il 22 gennaio 2016 dalla Hopeless Records.

## Registrazione
La registrazione è avvenuta agli Steel City Studio di Sheffield, ai Futureworks Studios di Manchester e ai Mill Bank Farm Studios nell'East Sussex.

## Pubblicazione
L'11 ottobre 2016 è stato pubblicato un video musicale per Deadweight. Il 13 dicembre 2016 è uscito il video per Hopeless Case, mentre il 9 marzo 2016 per Tracks.

## Tracce
Testi e musiche dei Roam.
1. The Desmond Show – 0:27
2. Cabin Fever – 3:10
3. Deadweight (feat. Matt Wilson) – 3:04
4. All the Same – 2:21
5. Hopeless Case – 3:16
6. Bloodline – 3:06
7. RIP In Peace – 3:07
8. Tracks – 3:22
9. Head Rush – 3:19
10. Goodbyes – 2:32
11. Tell Me – 3:55
12. Leaving Notice – 3:32

Durata totale: 35:11

## Formazione
Formazione come libretto.
Roam
- Alex Costello – voce
- Alex Adam – voce, chitarra
- Sam Veness – chitarra
- Matt Roskilly – basso
- Charlie Pearson – batteria

Artisti aggiuntivi
- Elliott Ingham – batteria
- Matt Wilson – voce in Deadweight

Produzione
- Drew Lawson – produttore musicale, mixer
- Phil Gornell – ingegnere del suono
- Grant Berry – assistente ingegnere, mastering
- Oliver Horner – assistente ingegnere
- Rian Dawson – assistente ingegnere
- Jordan Pryke – copertina
- Elliott Ingham – fotografo

## Classifiche
| Classifica                 | Posizione raggiunta |
| -------------------------- | ------------------- |
| Regno Unito                | 178                 |
| Regno Unito (record store) | 28                  |
| Regno Unito (rock & metal) | 9                   |
| Regno Unito (vinili)       | 28                  |